# Glaphyra cyanescens
Glaphyra cyanescens là một loài bọ cánh cứng trong họ Cerambycidae.